# Porphyre (roche)
Pour les articles homonymes, voir Porphyre.

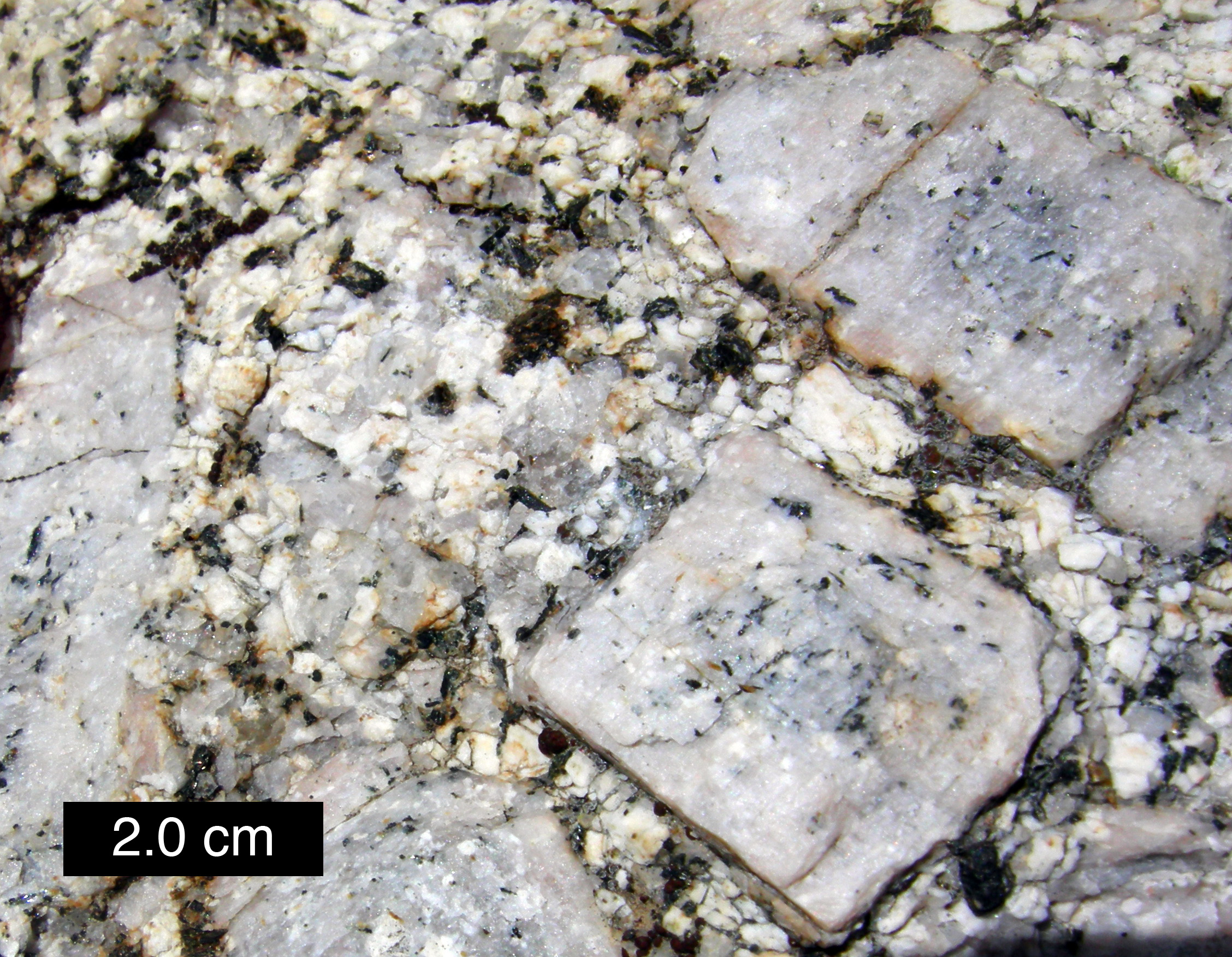
Texture porphyrique dans un granite ; les phénocristaux de feldspath sont plus larges que les cristaux de la matrice. Est de la Sierra Nevada, Rock Creek Canyon, Californie. L'échelle est de 2.0 cm.

« Porphyre » est un terme général de pétrographie désignant toute roche magmatique filonnienne qui présente une texture caractérisée par de grands cristaux de feldspath noyés dans une pâte aphanitique. Ces roches font souvent partie du groupe des andésites. On dit aussi d'une roche qu'elle a une texture porphyrique lorsque des phénocristaux de feldspath sont notablement plus grands que les autres cristaux qui les entourent.
Certaines variétés de porphyres sont utilisées depuis l'Antiquité comme pierre ornementale pour des sculptures, colonnes, vasques, plaques d'ornements, etc. Du grec ancien πορφύρα / porphýra, terme désignant la pourpre, c'est à l'origine le nom d'un coquillage, le pourprier, d'où l'on tire celle-ci. Par métonymie, le terme de porphyre désigne la variété rouge de cette roche, qui était la plus connue. Quant au mot pourpre, il vient du latin purpura, nom de ce coquillage.  
Deux variétés ayant été particulièrement utilisées dans l'histoire, notamment dans la Rome antique, sont classés dans les « marbres antiques » :
- le porphyre rouge antique (lapis porphyrites, pierre pourpre) qui est une andésite à faciès paléovolcanique dont les feldspaths et la pâte sont colorés par de l'épidote rose (piémontite). Les carrières se trouvent sur le djebel Dokhan (nom ancien : Mons Porphyrites ou Mons Igneus), une chaîne montagneuse située à l’ouest de Hurghada, en plein désert oriental égyptien. Il fut essentiellement connu et exploité durant la période romaine où il était une roche très prestigieuse, on en fit de grandes vasques, des sculptures, des colonnes monumentales, des sarcophages impériaux et des décors de placage.
- le porphyre vert antique ou serpentin (lapis lacedaemonius, pierre de Lacédémone), qui est une andésite à faciès paléovolcanique à pâte vert foncé, avec de nombreux grands cristaux de labradorite pseudomorphosés par de l'épidote vert pistache, et de rares pyroxènes noirs. Il est issu des carrières de Lacédémone (aussi connue sous le nom de Sparte, dans le Péloponnèse en Grèce). Il était déjà exploité aux époques minoenne (1700 av. J.-C.) et mycénienne, il connut une grande diffusion à Rome à l’époque flavienne et il était recherché au Moyen Âge et à la Renaissance. Sa disponibilité en petits blocs le destinait plutôt vers de petites colonnes, vases, plaques de revêtement (opus sectile) et mosaïques.

## Étymologie et symboles antiques
Le nom de cette roche est issu de la couleur pourpre, associée à la pourpre impériale depuis le règne de Dioclétien (Rome, IIIe siècle) mais aussi, depuis le règne de Constantin au sang du Christ.
Porphyrogénète (du grec Πορφυρογέννητος, Porphyrogennētos, terme grec qui signifie « né dans la pourpre ») est un surnom attribué aux princes et princesses nés alors que leur père était empereur. L'origine du mot vient de ce que la chambre du Grand Palais de Constantinople où accouchaient les femmes de la famille impériale était appelée Porphyra, car elle était garnie de blocs de porphyre pourpre égyptien provenant du Djebel Abou Dokhanee  ou Mons Porphyrites, domaine situé à la périphérie du Gondwana affecté par le métamorphisme panafricain qui confère à la roche sa dureté et son aptitude au poli. Outre ces qualités, l'intérêt du porphyre égyptien résidait dans sa rareté et la mystérieuse origine de cette roche qui racontait l'histoire géologique de la Terre, faisant de cette pierre un symbole de puissance et d'éternité.

## Histoire, gisements

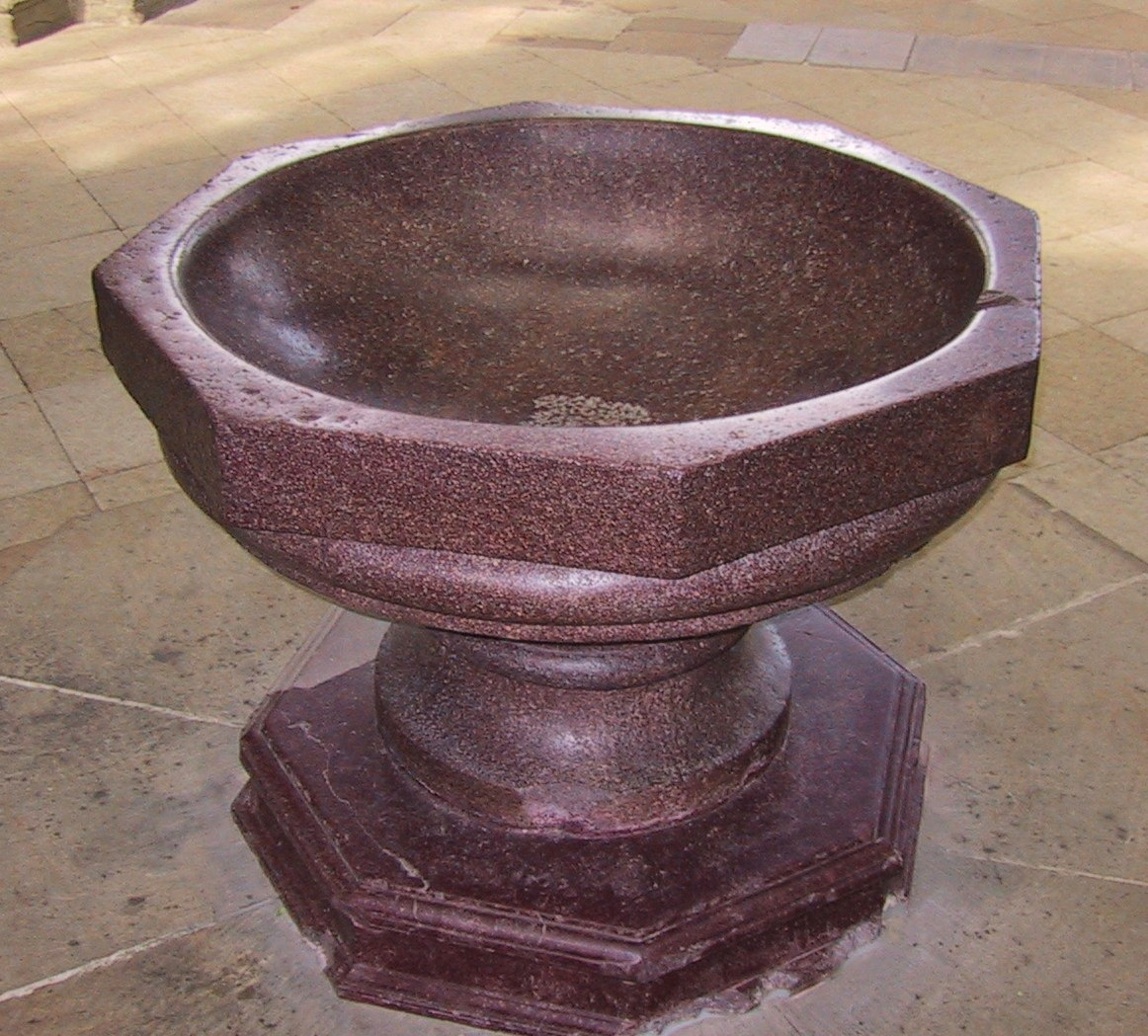
Les fonts baptismaux de la cathédrale de Magdebourg sont faits de porphyre rouge antique d'Égypte, exploité par les Romains dans l'Antiquité mais inconnu et inexploité durant le Moyen Âge, il s'agit donc de remploi de porphyre de monuments romains.

Le porphyre peut prendre de nombreuses couleurs, mais c'est le rouge qui est historiquement le plus prestigieux.
Il semble que le porphyre rouge soit inconnu et inexploité durant toute l’Égypte pharaonique (bien que d'autres roches assez proches et de couleurs différentes aient parfois été utilisées pour la fabrication de vases dans l’Égypte pré-dynastique, ce qui ne fut plus le cas par la suite). Cette roche semble avoir été découverte et utilisée pour la première fois sous les Ptolémées. L'Égypte possède le seul gisement de porphyre rouge connu durant l'Antiquité, lequel se trouve en plein désert, dans la région du Djebel Dokhan. C'est essentiellement durant la période romaine qu'il fut le plus intensément exploité. Le coût en main-d’œuvre de l'extraction et de l'acheminement de celui-ci en gros blocs était exorbitant. A cela s'ajoute l’extrême dureté de cette roche (bien plus dure que les marbres calcaires), dont le travail et la sculpture avec les outils de l'époque prenaient des années, ainsi que sa couleur rouge pourpre intense (la couleur du pouvoir). Dans l'Antiquité romaine, cette roche était naturellement considérée comme la plus prestigieuse : étant un des symboles de la toute-puissance de l'empereur, elle était réservée à l'ornementation des monuments de caractère impérial. L’exploitation du gisement s'est arrêtée et sa connaissance perdue au cours du haut Moyen Âge. Jusqu'au XVIIIe siècle, on réutilise donc uniquement du porphyre provenant de monuments antiques, ce qui en faisait une roche d'autant plus précieuse, sa symbolique impériale ne s'étant jamais perdue. Puis de nouveaux gisements importants furent découverts en Russie et en Suède.

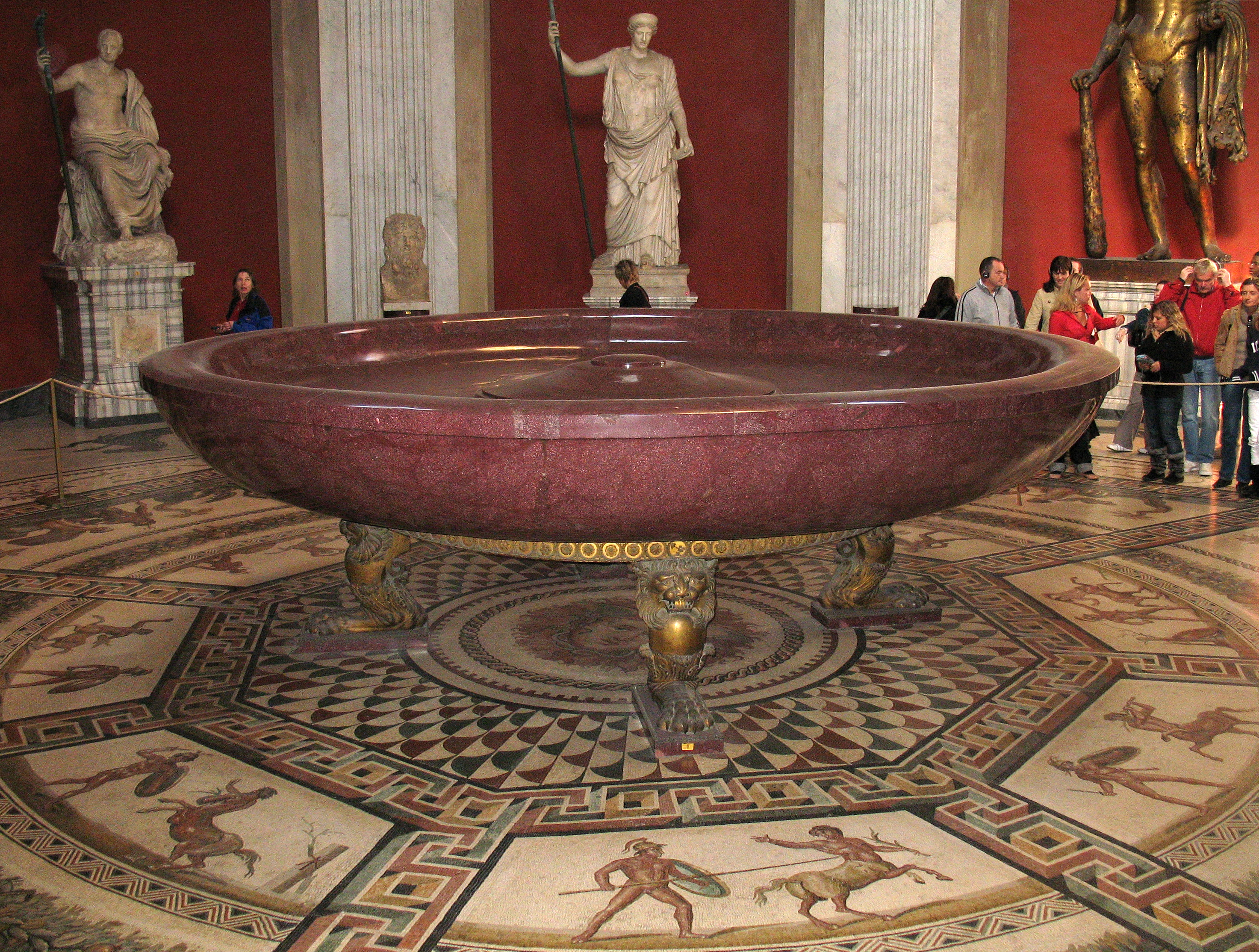
L'énorme vasque monolithique en porphyre de la salle de la Rotonde au musée du Vatican à Rome.
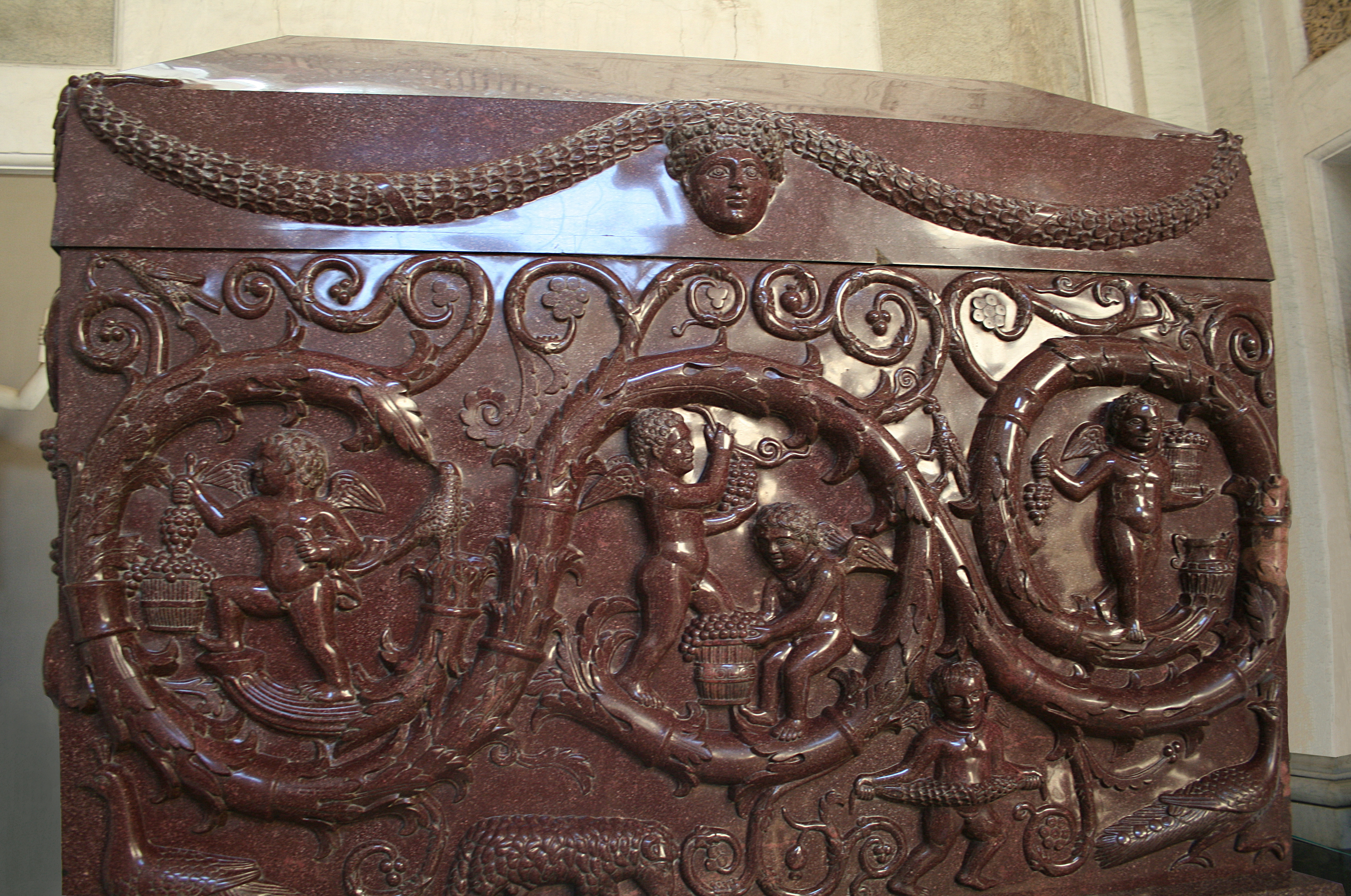
Sarcophage de Constantine, fille de Constantin, décoré d'un gros rinceau peuplé en haut relief, prouesse de sculpture du porphyre.
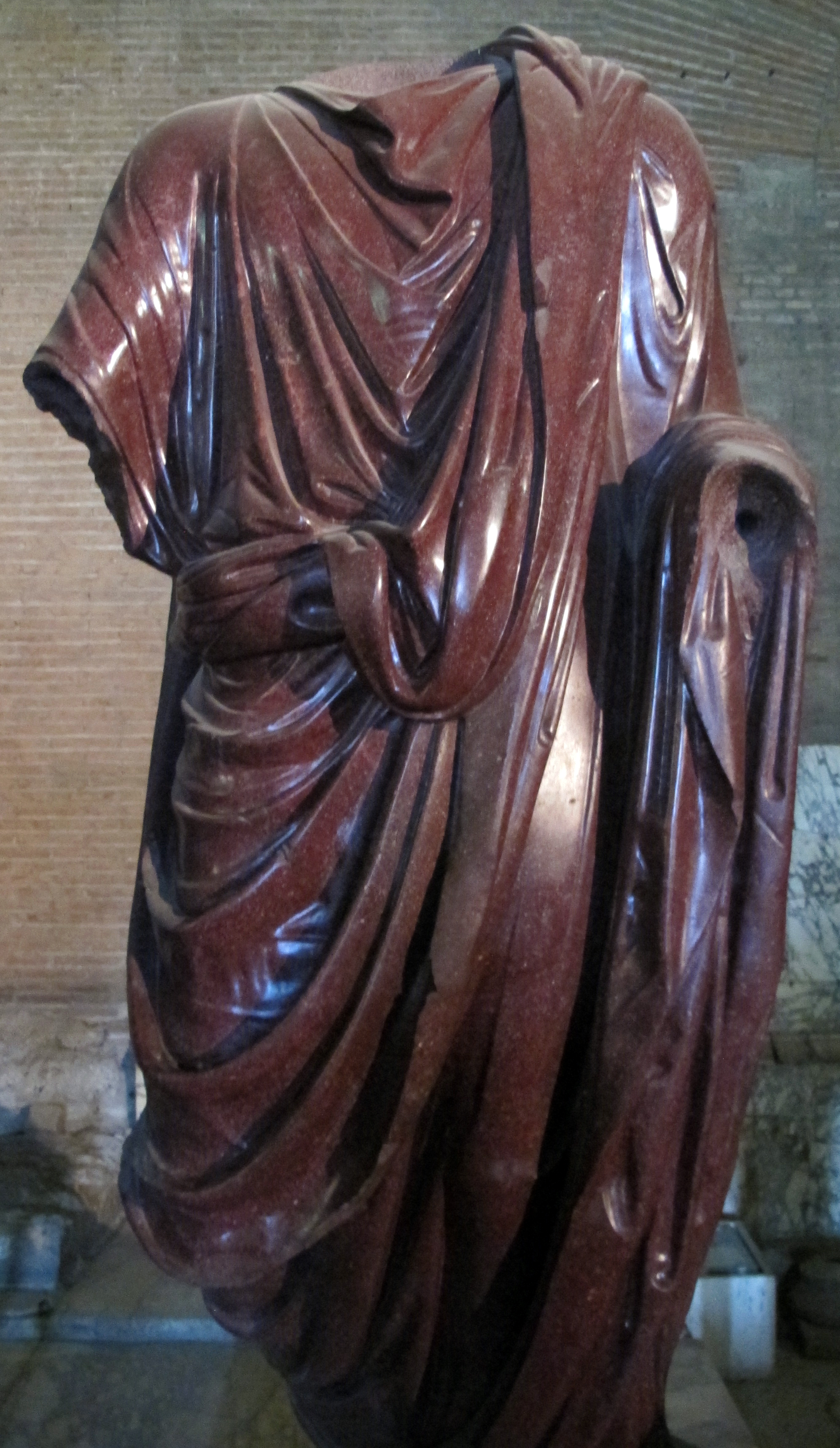
Toge en porphyre qui appartenait à la statue d'un empereur. Rome.
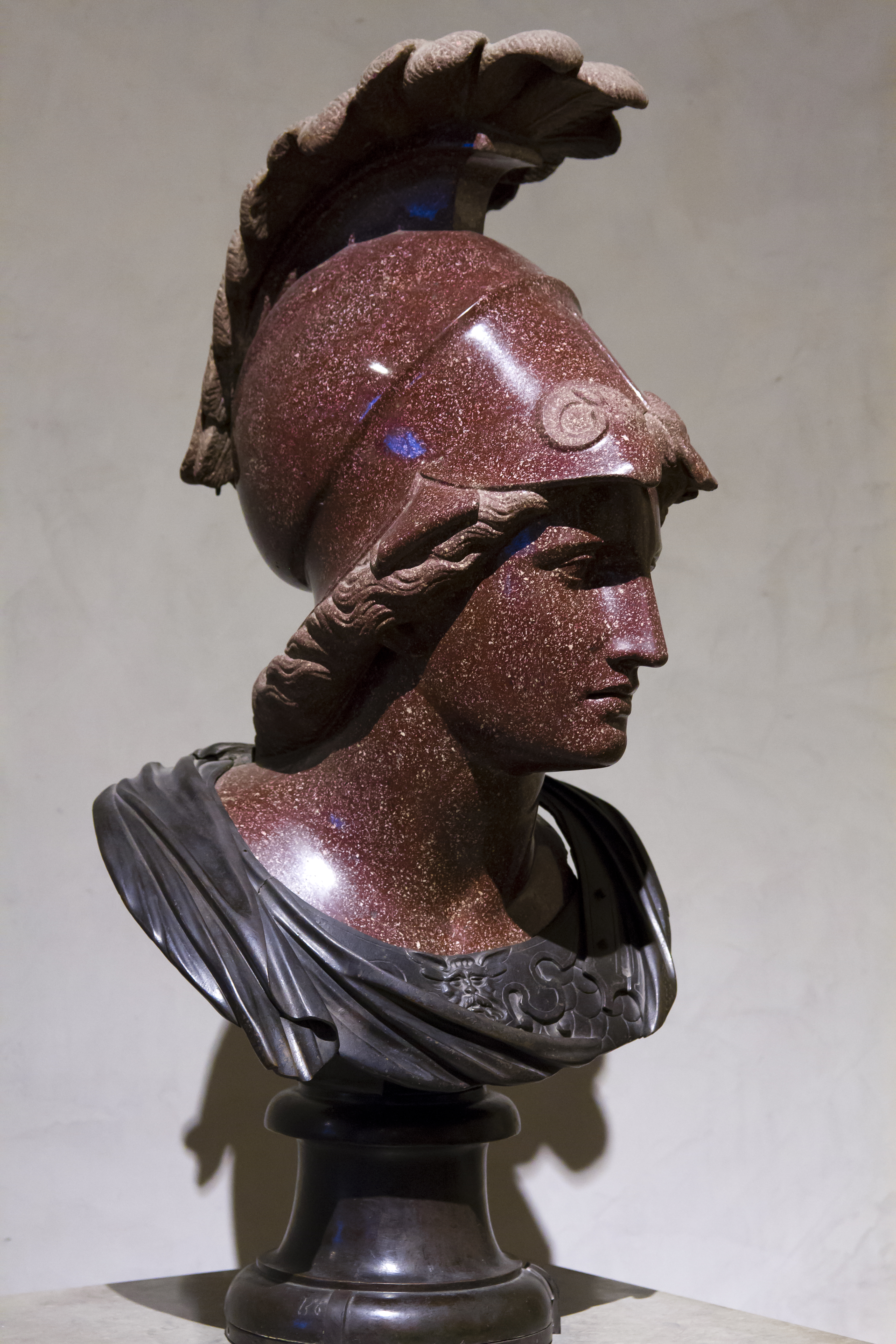
La Minerve en porphyre, dite « Alexandre Mazarin », au musée du Louvre.
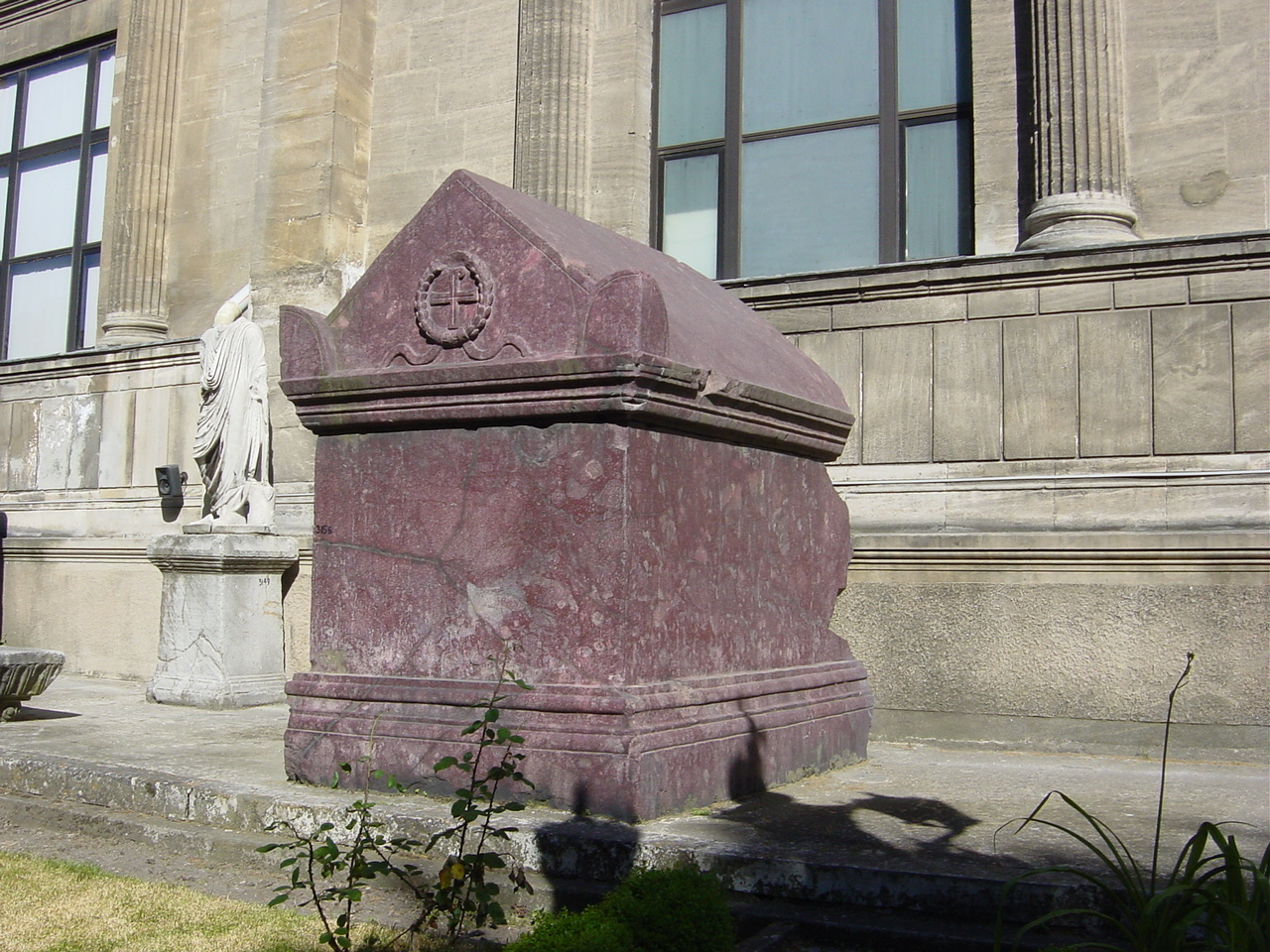
Les sarcophages des empereurs byzantins à Constantinople étaient également en porphyre, suivant la tradition romaine.
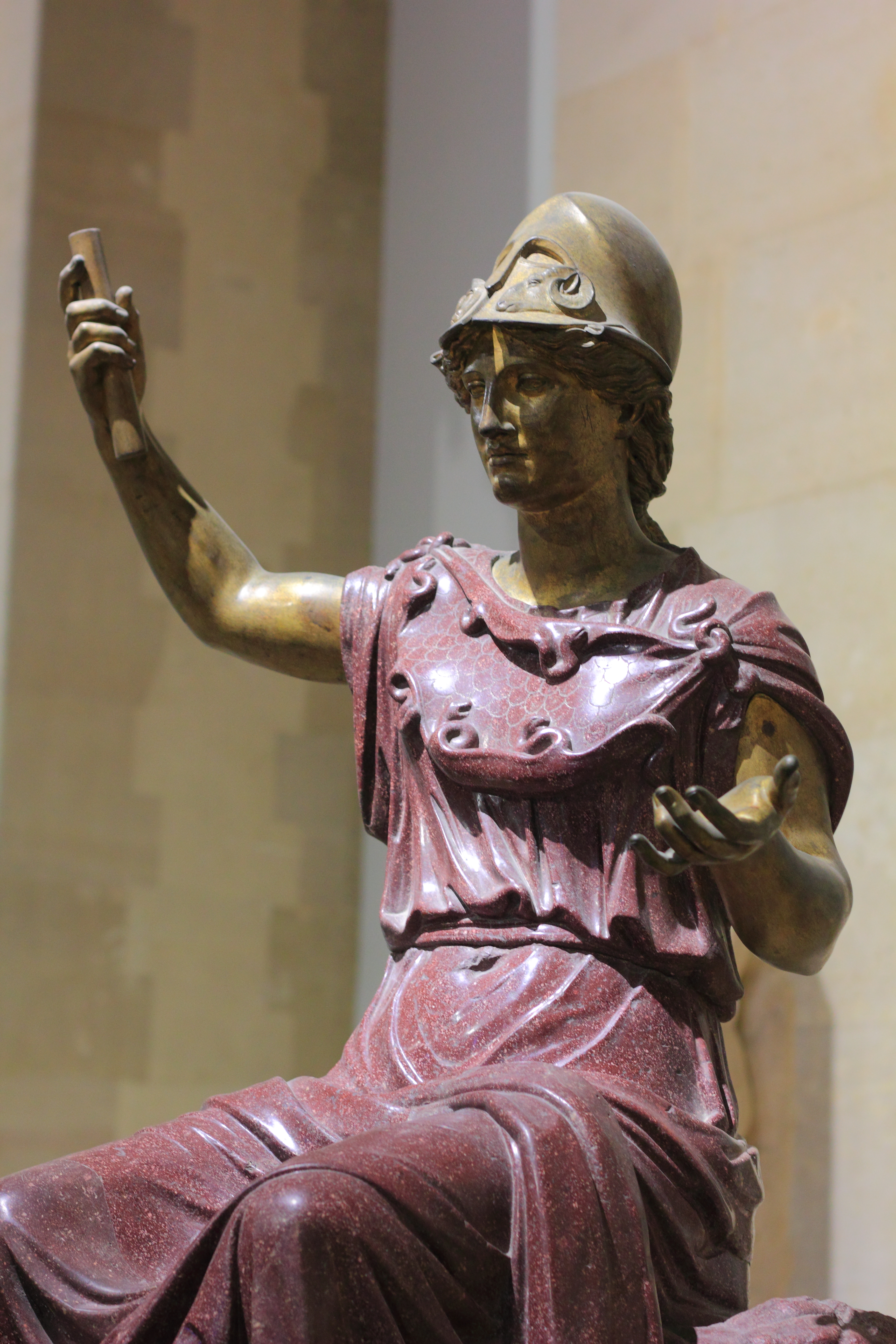
Corps d'une Minerve d'époque antique en porphyre, avec ajout d'une tête et de bras modernes en bronze (XVIIe et XVIIIe siècles).
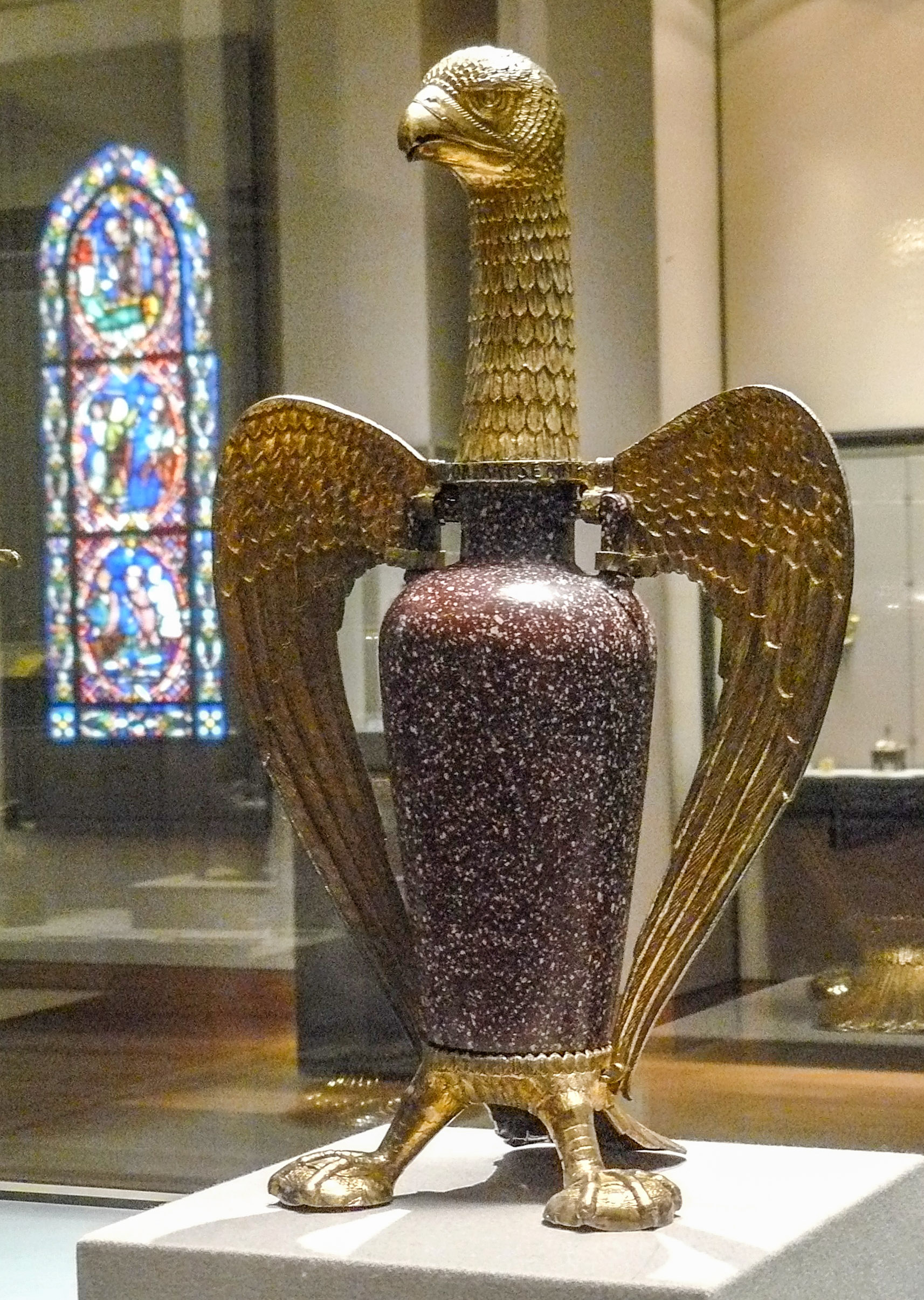
L'Aigle de Suger est une aiguière liturgique française du XIIe siècle contenant un vase antique romain en porphyre.

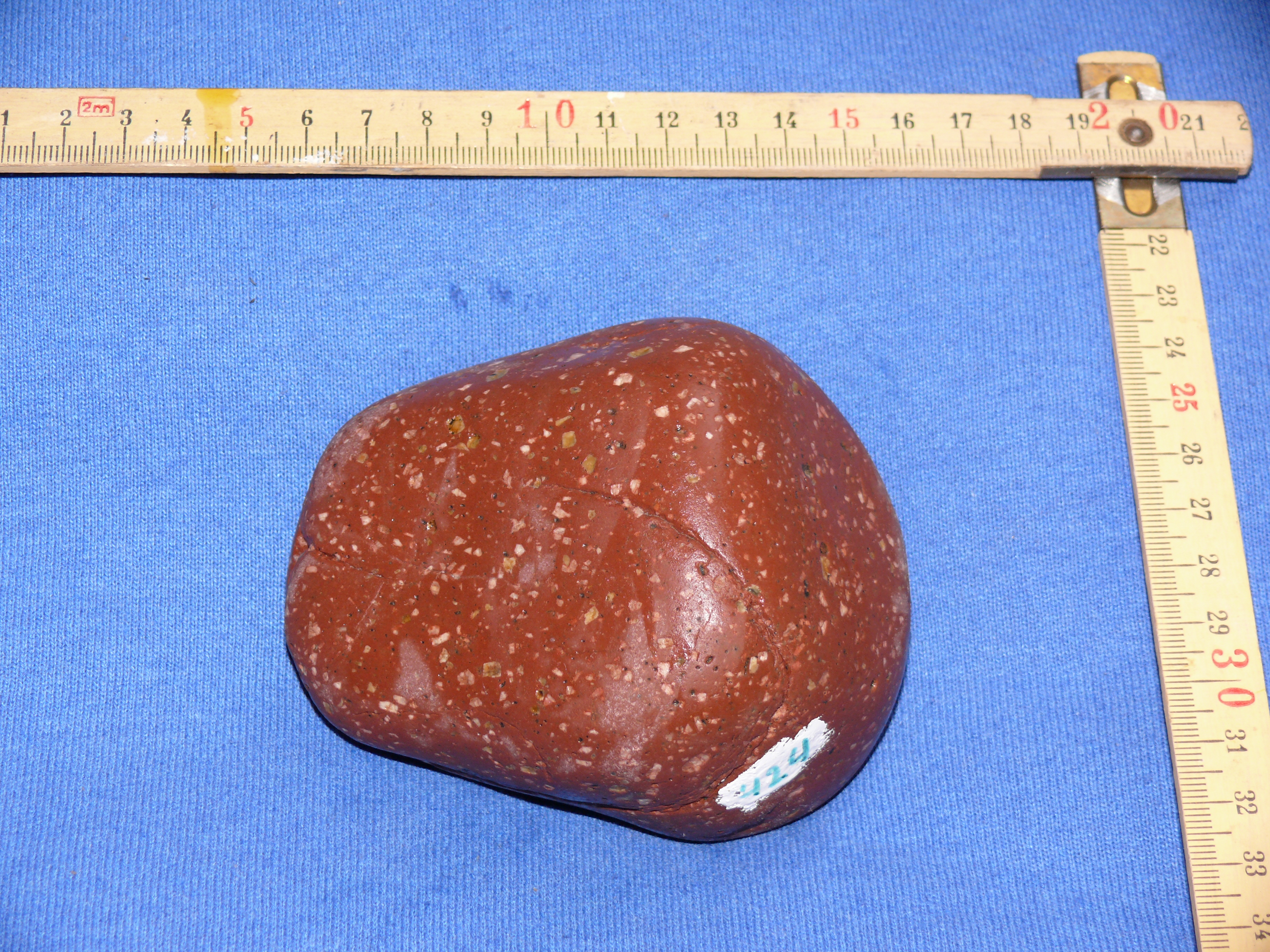
Fragment de porphyre rouge de Suède.
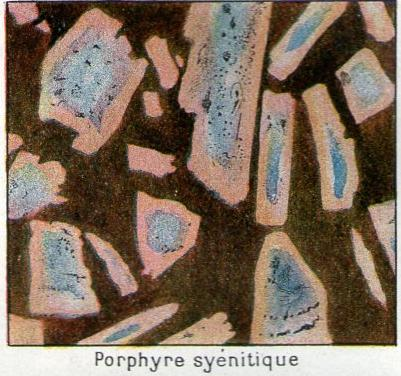
Porphyre syénitique.
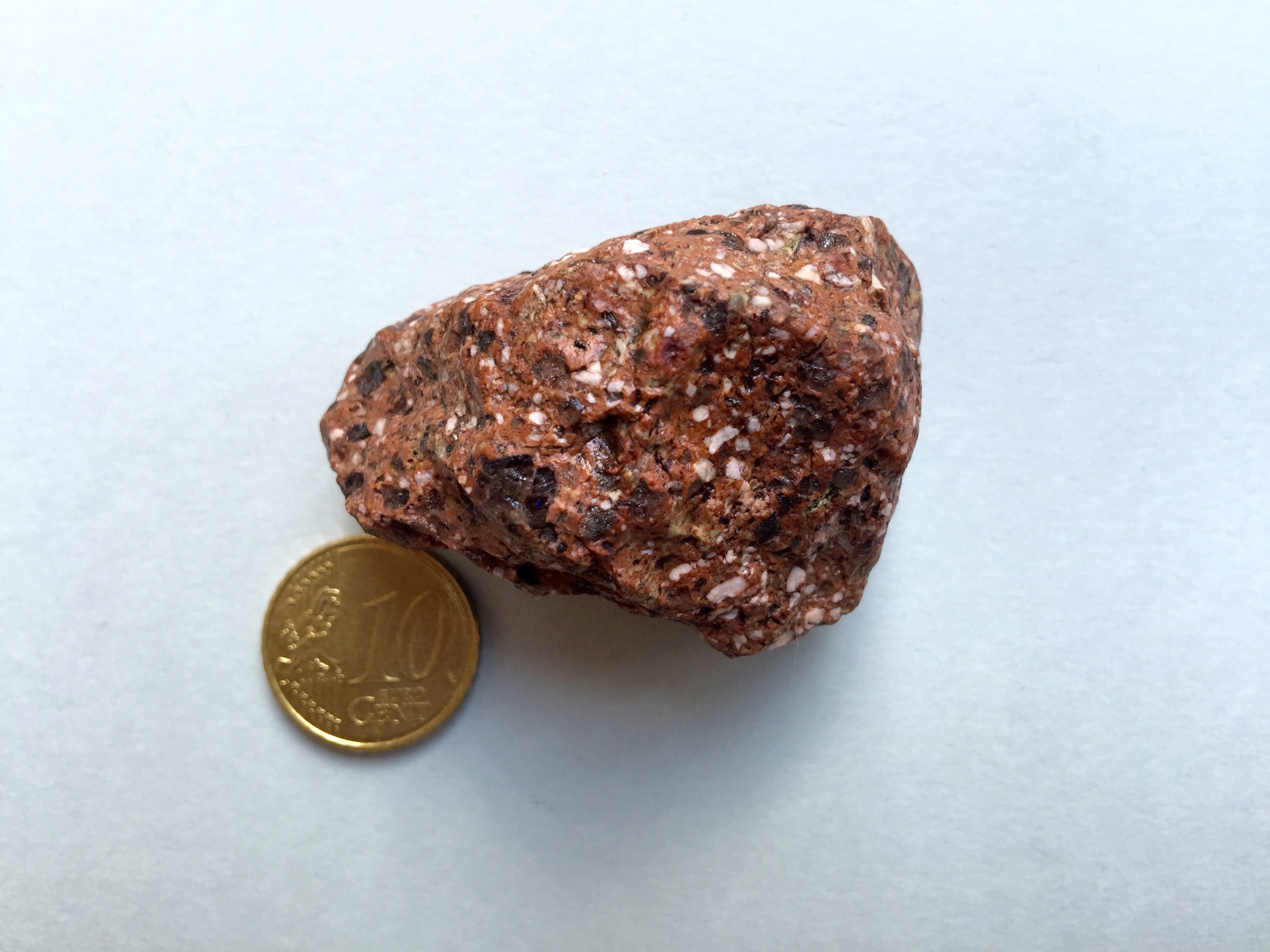
Fragment brut de porphyre rouge du gisement du Mont-Cenis, France.
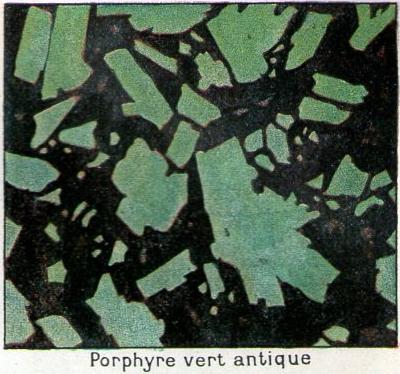
Porphyre vert antique.

Aujourd'hui, les principales carrières se trouvent en Italie, dans le Trentin (1,5 million de tonnes par an), au Mexique, en Argentine et en Australie.
Les carrières de porphyre de Quenast (1,8 million de tonnes par an), en Belgique, Brabant Wallon et le porphyre rose d'Algajola (Corse) sont très réputés.
La grande résistance du porphyre a été mise à profit dans les ouvrages du plan Delta aux Pays-Bas, dans le tunnel sous la Manche, comme ballast de chemin de fer sur les lignes TGV[réf. nécessaire], et comme composant résistant des routes asphaltées.

## Tombeau de NapoléonIer
Contrairement à une légende tenace, le tombeau de l'empereur Napoléon Ier aux Invalides, n'est pas réalisé en porphyre mais en quartzite,.

## Symbolique moderne
Les noces de porphyre symbolisent les 33 ans de mariage, dans le folklore français.